# Castle Island (ö i Bahamas)
Castle Island är en ö i Bahamas.   Den ligger i distriktet Acklins Island District, i den sydöstra delen av landet, 400 km sydost om huvudstaden Nassau. Arean är 2,3 kvadratkilometer.
Terrängen på Castle Island är mycket platt. Öns högsta punkt är 13 meter över havet. Den sträcker sig 1,4 kilometer i nord-sydlig riktning, och 3,3 kilometer i öst-västlig riktning.